# Philip Heijnen
Philip Heijnen (né le 25 juin 2000 à Oeffelt) est un coureur cycliste néerlandais, spécialiste de la piste. Il court également sur route.

## Biographie
À l'âge de onze ans, Philip Heijnen dispute sa première course cycliste pour le club local d'Uden. L'année suivante, il roule pour la première fois sur un vélodrome. Pendant plusieurs années, son père l'a conduit à Amsterdam pour s'entraîner, jusqu'en 2021, où il rejoint le vélodrome d'Apeldoorn. En 2019, il est Champion des Pays-Bas de poursuite par équipes et de course derrière derny.
En 2021, à Apeldoorn, il décroche la médaille de bronze avec Vincent Hoppezak lors du championnat d'Europe de course à l'américaine chez les espoirs (moins de 23 ans). L'année suivante, lors du Belgium Track Meeting d'avril, il chute dans la course aux points de l'omnium et se fracture plusieurs vertèbres. Il fait son retour à la compétition durant l'été 2022 et devient champion d'Europe de course à l'américaine espoirs (avec Yanne Dorenbos) et remporte le bronze sur l'omnium. Il prend part également à son premier championnat d'Europe élites, où il se classe quatrième de l'omnium.

## Palmarès sur piste

### Championnats du monde
| Édition / Épreuve | Course aux points |
| Ballerup 2024     | Bronze            |

### Ligue des champions
- 2023
  - 3e de l'élimination à Londres (II)
- 2024
  - 3e du scratch à Londres (I)

### Championnats d'Europe
| Édition / Épreuve        | Américaine | Omnium | Élimination |
| Apeldoorn 2021 (espoirs) | Bronze     |        |             |
| Anadia 2022 (espoirs)    | Or         | Bronze |             |
| Munich 2022              |            | 4e     |             |
| Granges 2023             |            |        | Bronze      |
| Heusden-Zolder 2025      |            | Bronze |             |

### Championnats des Pays-Bas
- 2019
  -  Champion des Pays-Bas de poursuite par équipes
  -  Champion des Pays-Bas de course derrière derny
- 2021
  -  Champion des Pays-Bas de course derrière derny
- 2022
  -  Champion des Pays-Bas de course aux points
  -  Champion des Pays-Bas de course à l'américaine (avec Matthijs Büchli)
  -  Champion des Pays-Bas de course derrière derny
- 2023
  -  Champion des Pays-Bas de course aux points

### Six Jours
- 2023
  - 3e des Six Jours de Rotterdam (avec Vincent Hoppezak)
- 2024
  - 3e des Six Jours de Rotterdam (avec Vincent Hoppezak)
- 2025
  - 2e à Berlin (avec Yoeri Havik)